# Ariane (Vorname)
Ariane ist ein weiblicher Vorname.

## Herkunft und Bedeutung des Namens
Ariane ist eine Ableitung von Adrianus oder auch eine französische Form des altgriechischen Namens Ariadne.

## Namensträgerinnen
- Ariane Alter (* 1986), deutsche Fernsehmoderatorin
- Ariane Binder (* 1974), deutsche Journalistin und Fernsehmoderatorin
- Arianne Borbach (1962–2024), deutsche Schauspielerin und Synchronsprecherin
- Ariane Ehrat (* 1961), Schweizer Skirennläuferin
- Ariane Friedrich (* 1984), deutsche Hochspringerin
- Ariane Garlichs (* 1936), deutsche Reformpädagogin
- Ariane Hingst (* 1979), deutsche Fußballspielerin
- Ariane Jacobi (* 1966), deutsche Fernsehmoderatorin und Jazzsängerin
- Ariane Kari (* 1987), deutsche Veterinärmedizinerin
- Ariane Koch (* 1988), Schweizer Schriftstellerin sowie Theater- und Performance-Künstlerin
- Ariane Koizumi (* 1963), US-amerikanisches Model und Schauspielerin
- Ariane Krampe (* 1961), deutsche Film- und Fernsehproduzentin
- Ariane Labed (* 1984), französische Theater- und Filmschauspielerin
- Ariane Matiakh (* 1980), französische Dirigentin
- Ariane Mnouchkine (* 1939), französische Regisseurin und Autorin
- Ariane Moffatt (* 1979), frankokanadische Sängerin
- Ariane Monticeli (* 1982), brasilianische Triathletin
- Ariane Müller (* 1980), deutsche Pianistin, Bandleaderin und Liedermacherin
- Ariane Pejkovic (* 1986), Schweizer Handballspielerin
- Ariane Radfan (* 1965), deutsche Volleyballspielerin
- Ariane Rädler (* 1995), österreichische Skirennläuferin
- Ariane Raspe (* 1981), deutsche Schauspielerin
- Ariane de Rothschild (* 1965), französische Wirtschaftswissenschaftlerin und Unternehmerin
- Ariane Rüdiger (* 1958), deutsche Schriftstellerin
- Ariane Sommer (* 1977), deutsche Moderatorin, Schauspielerin und Autorin

- Prinzessin Ariane der Niederlande (* 2007), Tochter des Königs Willem Alexander und Màxima von Oranien-Nassau